# Wybrzeże Larsa Christensena

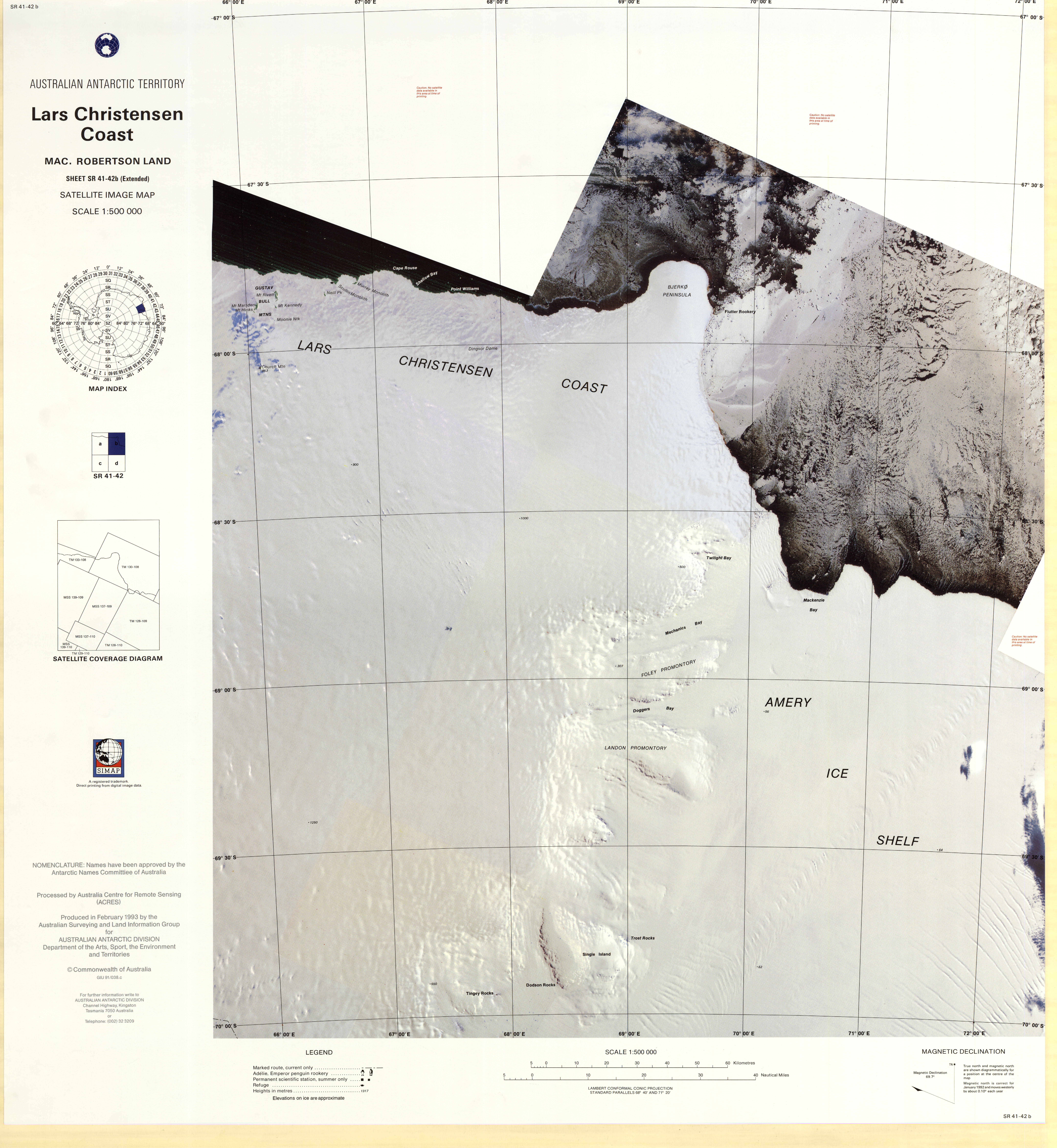
Mapa wybrzeża

Wybrzeże Larsa Christensena (ang. Lars Christensen Coast; norw. Lars Christensen Kyst) – część wybrzeża Ziemi Mac Robertsona na Antarktydzie Wschodniej.
Rozciąga się między Murray Monolith (66°54′E), oddzielającym je od Wybrzeża Mawsona, a nasadą Lodowca Szelfowego Amery’ego (71°00′E). Wybrzeże to odkryli wielorybnicy z kompanii należącej do Larsa Christensena, norweskiego magnata wielorybniczego, na cześć którego jest nazwane. Sam Christensen uczestniczył w części wypraw antarktycznych w latach 1926–1937. Część wybrzeża, do której przylega Lodowiec Szelfowy Amery’ego zbadały dopiero australijskie wyprawy z lat 1950.